# Xanadu 2.0
Xanadu 2.0 è una grande villa ubicata nello stato di Washington, nota per essere l'abitazione di Bill Gates. La casa, posta su una collina presso il Lago Washington, è un edificio di enorme estensione (circa 6.100 m²), famoso per il suo design e per le dotazioni tecnologiche dei suoi interni.
Nel 2009, le tasse di proprietà riportate ammontano a 1,063 milioni di dollari, su un valore totale dell'immobile di 147,5 milioni di dollari. Secondo Zillow, nel 2013 aveva un valore stimato di $154.286.409.

## Nome
La scelta del nome sottende una citazione cinematografica al film Quarto potere (1941) di Orson Welles: Xanadu, in italiano Candalù, infatti, rimanda al nome della villa posseduta del protagonista del film, il magnate Charles Foster Kane, a sua volta un rimando alla città di Shangdu.

## Dettagli
La casa possiede un design moderno nello stile di una "Pacific lodge" (quindi è costruita prevalentemente con enormi pannelli di legno), con caratteristiche classiche quali un'ampia libreria privata con un tetto a spioventi e una finestra circolare. All'interno della struttura è installato un complesso sistema di server dotati di sistema operativo Windows, mentre il sistema di riscaldamento è del tipo a pavimento.
Nella villa sono presenti numerosi viali. Gli ospiti indossano delle chiavi elettroniche che, rilevate prima dell'ingresso del possessore in una camera, permettono a numerosi computer presenti in ogni parte dell'edificio di regolare la musica, la temperatura, e altre impostazioni, in base a parametri definiti in precedenza dagli stessi ospiti, come è illustrato in un tour virtuale sulla casa. Inoltre, dei microproiettori modificano le immagini delle pareti hi-tech; durante le riunioni, la presenza di più partecipanti crea un variegato mix di colori sui muri. Anche le chiamate sul telefono vengono indirizzate direttamente all'apparecchio più vicino al destinatario.
Vista dall'esterno, la casa non mostra le sue reali dimensioni, dal momento che parte di essa si sviluppa attraverso locali interrati nella collina. La sabbia che costituisce la spiaggia non è del lago Washington, ma proviene da una spiaggia tropicale, St. Lucia, dalla quale viene reintegrata una volta all'anno. La villa possiede un parco la cui vegetazione è costituita da specie di piante rare importate da tutto il mondo. La piscina ha un sistema audio che diffonde la musica sott'acqua. È possibile accedere alla zona esterna immergendosi e passando sotto un vetro.
Gates e sua ex-moglie Melinda erano molto appassionati de Il grande Gatsby di Francis Scott Fitzgerald e hanno fatto scrivere all'interno della biblioteca una frase tratta dall'ultima pagina del romanzo:
(F. Scott Fitzgerald, Il grande Gatsby)
Alcune delle porte della zona sotterranea pesano più di 350 kg, ma sono bilanciate per essere aperte agevolmente.